# Anton Saefkow
Anton Emil Hermann Saefkow, né le 22 juillet 1903 à Berlin et mort le 18 septembre 1944 à la prison de Brandebourg, est un communiste allemand et un résistant au nazisme.

## Biographie
Issu d'une famille ouvrière socialiste, Anton Saefkow adhère en 1920, alors qu'il est apprenti ajusteur, à la Ligue des jeunes communistes d'Allemagne et il entre à la direction berlinoise de cette organisation en 1922. En 1924, il rejoint Parti communiste d'Allemagne (KPD) et en 1927 il devient secrétaire du parti d'abord à Berlin, puis secrétaire pour les questions syndicales dans l'est de la Saxe. De 1929 à 1932, il dirige le travail syndical du KPD (Opposition syndicale révolutionnaire, RGO) dans la région de la Ruhr et il devient, en 1932, leader politique du KPD du district de Wasserkante. En décembre 1932, il épouse Théodora Brey, secrétaire du RGO, qui emménage avec lui à Hambourg.
D'avril 1933 à avril 1934, les nazis l'emprisonnent dans le camp de concentration puis la maison d'arrêt de Fuhlsbüttel, pendant deux ans et demi. Livré à la police pour avoir organisé illégalement avec d'autres prisonniers communistes une fête commémorative en l'honneur d'Etgar André, dirigeant communiste de Hambourg assassiné en 1936, il est envoyé au camp de concentration de Dachau, puis à nouveau incarcéré à celui de Fuhlsbüttel pendant 30 mois.
Sorti de prison en juillet 1939, il reprend immédiatement ses activités clandestines. Divorcé, il se remarie avec Änne Thiebes. Après l'attaque contre l'Union soviétique en 1941, il met sur pied à Berlin le plus important groupe de résistance du Parti communiste, appelé Direction opérationnelle du KPD. En 1944, il dirige avec Bernhard Bästlein et Franz Jacob le groupe qui mène des actions de propagande contre la guerre dans les usines d'armement de Berlin et appelle à des actes de sabotage. En avril 1944, le social-démocrate Adolf Reichwein prend contact avec lui pour faire entrer l'organisation de Saefkow, Jacob et Bästlein dans la conspiration du 20 juillet 1944. Jacob et Saefkow rencontrent Julius Leber et Reichwein à Berlin le 22 juin 1944. Informée par un mouchard, la Gestapo arrête Anton Saefkow le 4 juillet 1944. Condamné à mort le 5 septembre 1944, avec Franz Jacob et Bernhard Bästlein, il est guillotiné le 18 septembre à la prison de Brandebourg.
Anton Saefkow laissait une femme et deux enfants. Peu de temps avant sa mort, il écrivait à Änne, sa femme : « Par cette lettre, je veux te remercier, ma camarade, pour ce que tu m'as donné de grand et de beau dans notre vie commune… Ce n'est que maintenant, avec ces lignes, en pensant à vous que les larmes me viennent pour la première fois depuis le jugement. Car la raison retient la douleur qui pourrait me déchirer. Tu le sais, je suis un homme de combat et je vais mourir avec courage. Je n'ai jamais voulu que le bien… »
Sa fille, Bärbel Schindler-Saefkow est historienne et présidente du Deutscher Friedensrat (Association allemande pour la Paix).

## Hommages
- Anton Saefkow repose au cimetière III de Niederschönhausen dans une tombe d'honneur du Land de Berlin.
- Le 2 février 1975 fut inaugurée à Berlin-Fennpfuhl une place à son nom. Avec lui furent également honorés d'autres résistants comme Franz Jacob et Bernhard Bästlein, dont le nom fut donné à des rues dans le même quartier.
- À Berlin-Prenzlauer Berg se trouve entre la Kniprodestraße, la Anton-Saefkow-Straße et la voie de chemin de fer le « Anton-Saefkow-Park ». On y a placé son buste.
- À Brandenburg an der Havel, la rue qui se trouve devant la prison où les nazis exécutaient les résistants est devenue la Anton-Saefkow-Allee.
- À Senftenberg, à l'époque de la RDA, l'actuelle Dr.-Otto-Rindt-Oberschule dans la Calauer Straße portait le nom de « POS III Anton Saefkow ». Devant la cour de l'école se trouve un monument commémoratif.
- À Berlin-Lichtenberg existe depuis 1983 en son honneur l'association sportive (SG) Anton Saefkow 83e.V., consacrée au sport et aux loisirs.

## Source et références
- (de) Cet article est partiellement ou en totalité issu de l’article de Wikipédia en allemand intitulé « Anton Saefkow » (voir la liste des auteurs).

1. ↑  (de) Gedenkstätte Deutscher Widerstand, « Anton Saefkow, 22. Juli 1903 - 18. September 1944 », sur gdw-berlin.de (consulté le 1er août 2018).
2. 1 2  (de) « Anton Saefkow (1903–1944) », sur museum-lichtenberg.de (consulté le 1er août 2018).
3. ↑  (de) « Die politischen Häftlinge des Konzentrationslagers Oranienburg - Gruppe Anton Saefkow », sur stiftung-bg.de (consulté le 1er août 2018).